# Mammillaria karwinskiana
Mammillaria karwinskiana (укр. Мамілярія Карвінського, Мамілярія карвінскіана) — сукулентна рослина з роду мамілярія (Mammillaria) родини кактусових (Cactaceae).

## Назва
Видова назва дана на честь доктора, мандрівника і збирача кактусів в Мексиці за дорученням царського уряду Росії для Петербурзького ботанічного саду Вільгельма Карвінського (нім. Wilhelm Friedrich von Karwinsky von Karwin, 1780—1855).
Місцеве населення називає цю рослину «царствений хрест» (англ. Royal cross).

## Ареал і екологія
Ареал Mammillaria karwinskiana охоплює Гватемалу та Мексику (штати — Чьяпас, Коліма, Герреро, Мічоакан, Морелос, Оахака, Пуебла). Зростає на висоті 150 — 2 100 метрів над рівнем моря серед тропічних листяних лісів і ксерофільних чагарників.

## Морфологічний опис

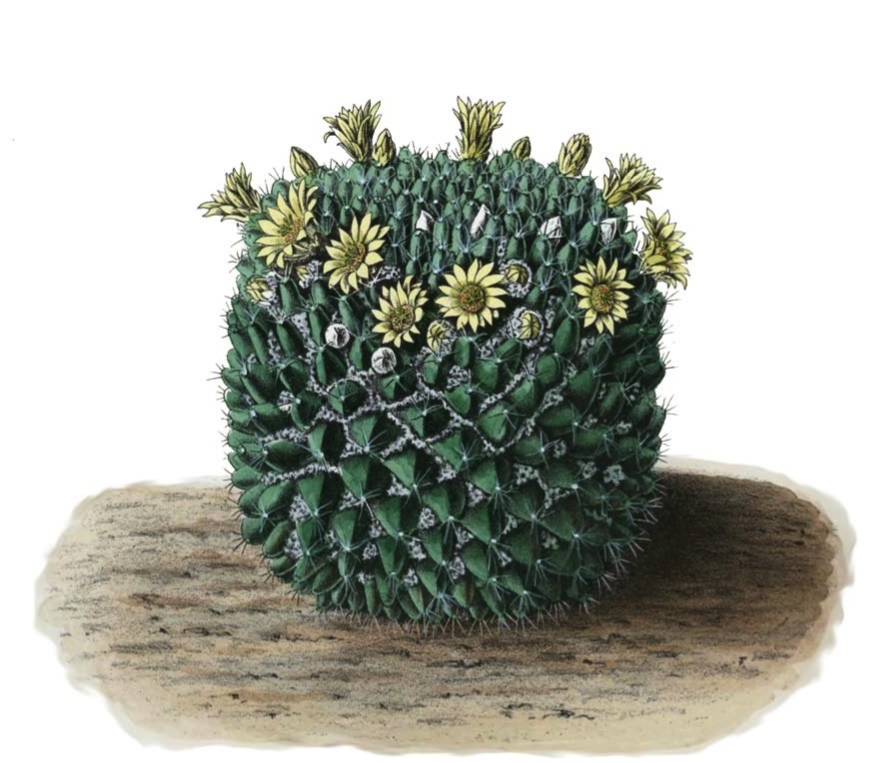
Ілюстрація Mammillaria karwinskiana у виданні 1904 року К. Шумана, М. Гюрке і Ф. Фаупеля «Blühende Kakteen» («Квітучі кактуси»)

Рослини поодинокі, іноді роздвоюються в основі.
| Орган              | Опис |
| Коріння            | |
| Стебло             | кулясте до коротко-циліндричного, 7-10 см заввишки і в діаметрі.                                                                 |
| Епідерміс          | від синьо-зеленого до темно-зеленого відтінку.                                                                                   |
| Маміли             | тверді, пірамідальні, з молочним соком.                                                                                          |
| Ареоли             | |
| Аксили             | чорні. |
| Центральні колючки | 0-1, шилоподібні, білі або жовтуваті, з темними кінцями, до 55 мм завдовжки.                                                     |
| Радіальні колючки  | 3-8, шилоподібні, прямі або трохи зігнуті, червонуваті, з віком стають вапняно-білі, завдовжки 4-30 мм, верхні і нижні найдовші. |
| Квіти              | воронкоподібні, білі, з багрянистими центральними прожилками на пелюстках, до 25 мм завдовжки, в діаметрі 15 мм.                 |
| Плоди              | яскраво-червоні. |
| Насіння            | коричневе. |

## Підвиди
Визнано чотири підвиди Mammillaria karwinskiana.

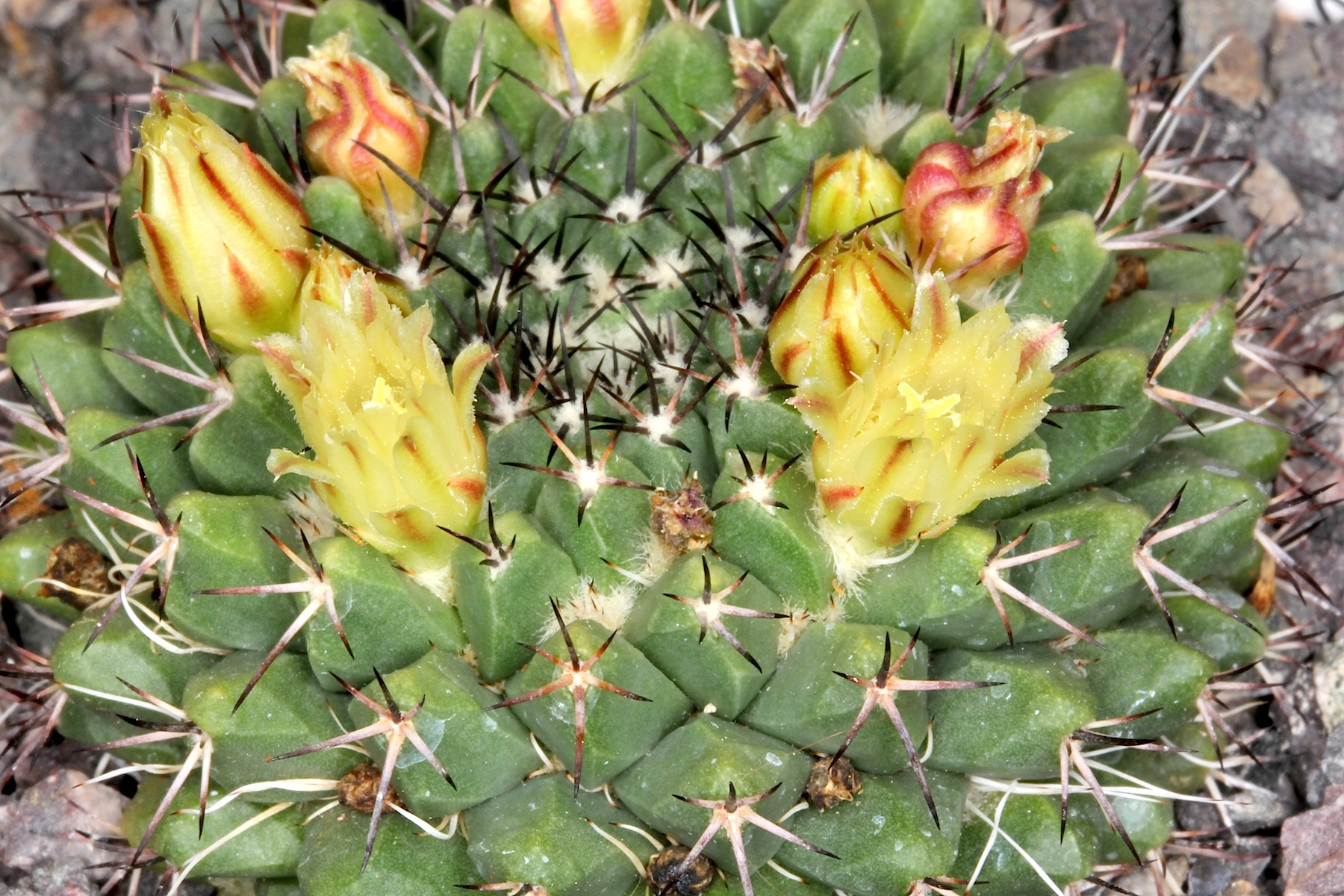
Mammillaria karwinskiana subsp. karwinskiana
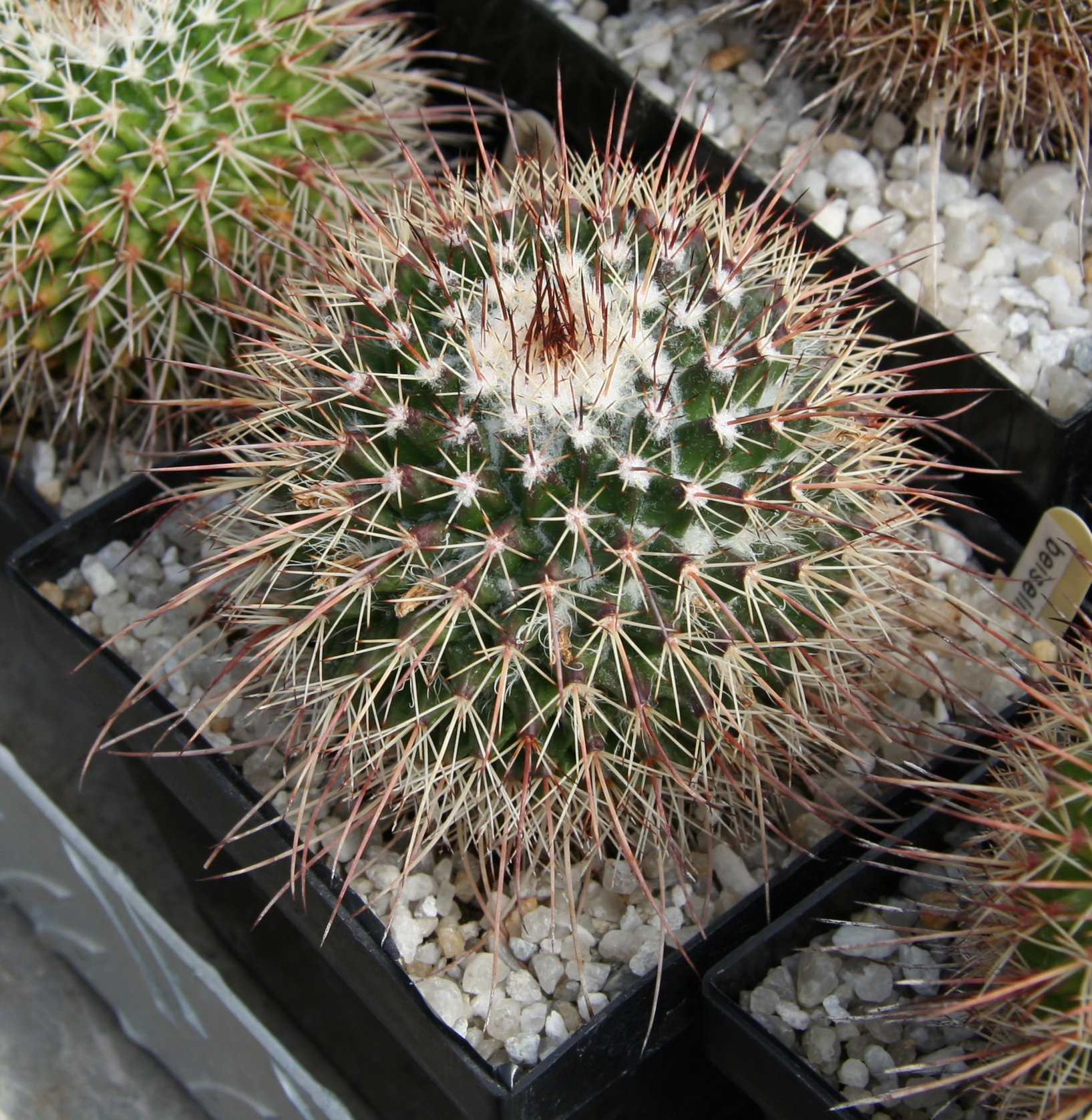
Mammillaria karwinskiana subsp. beiselii
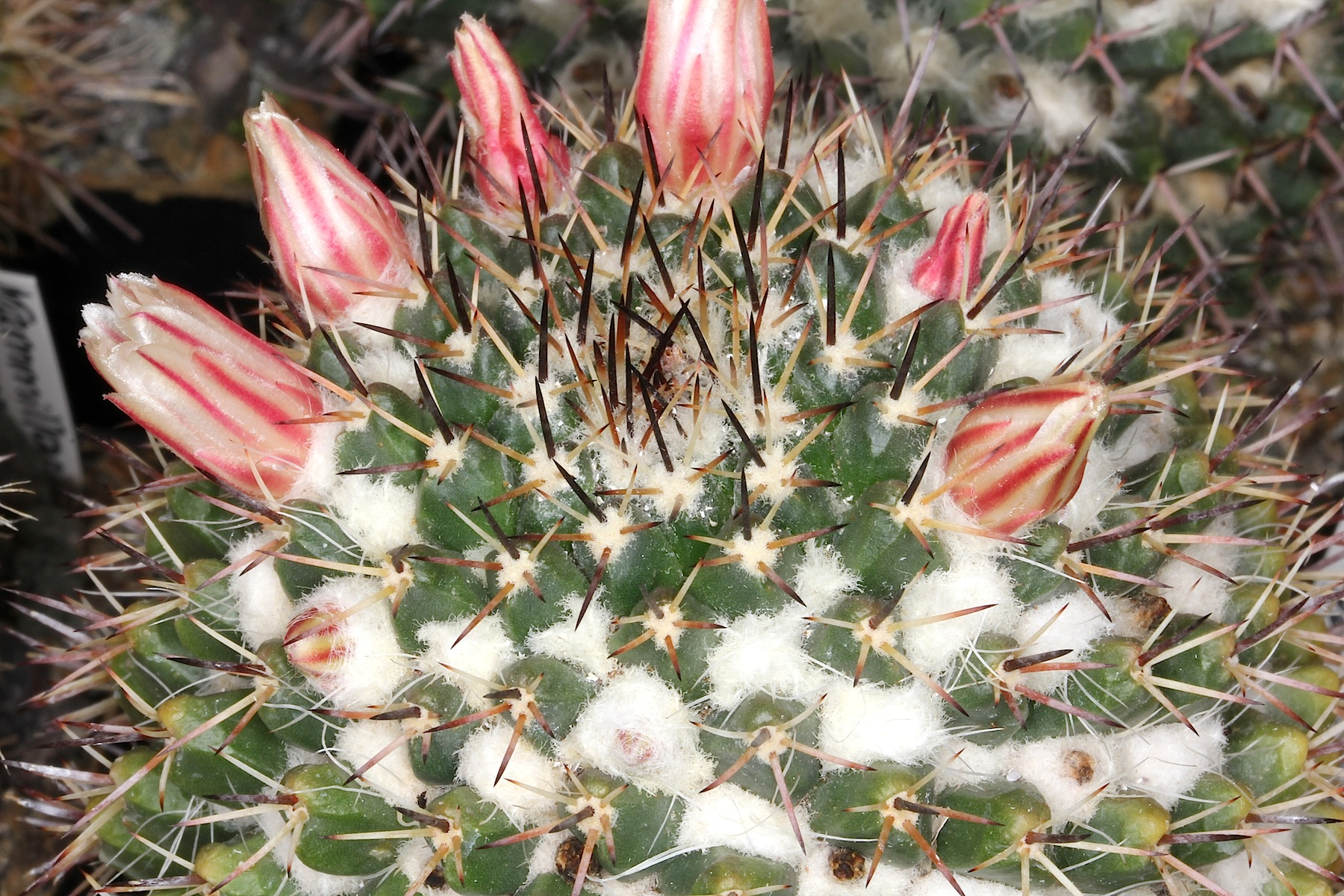
Mammillaria karwinskiana subsp. collinsii
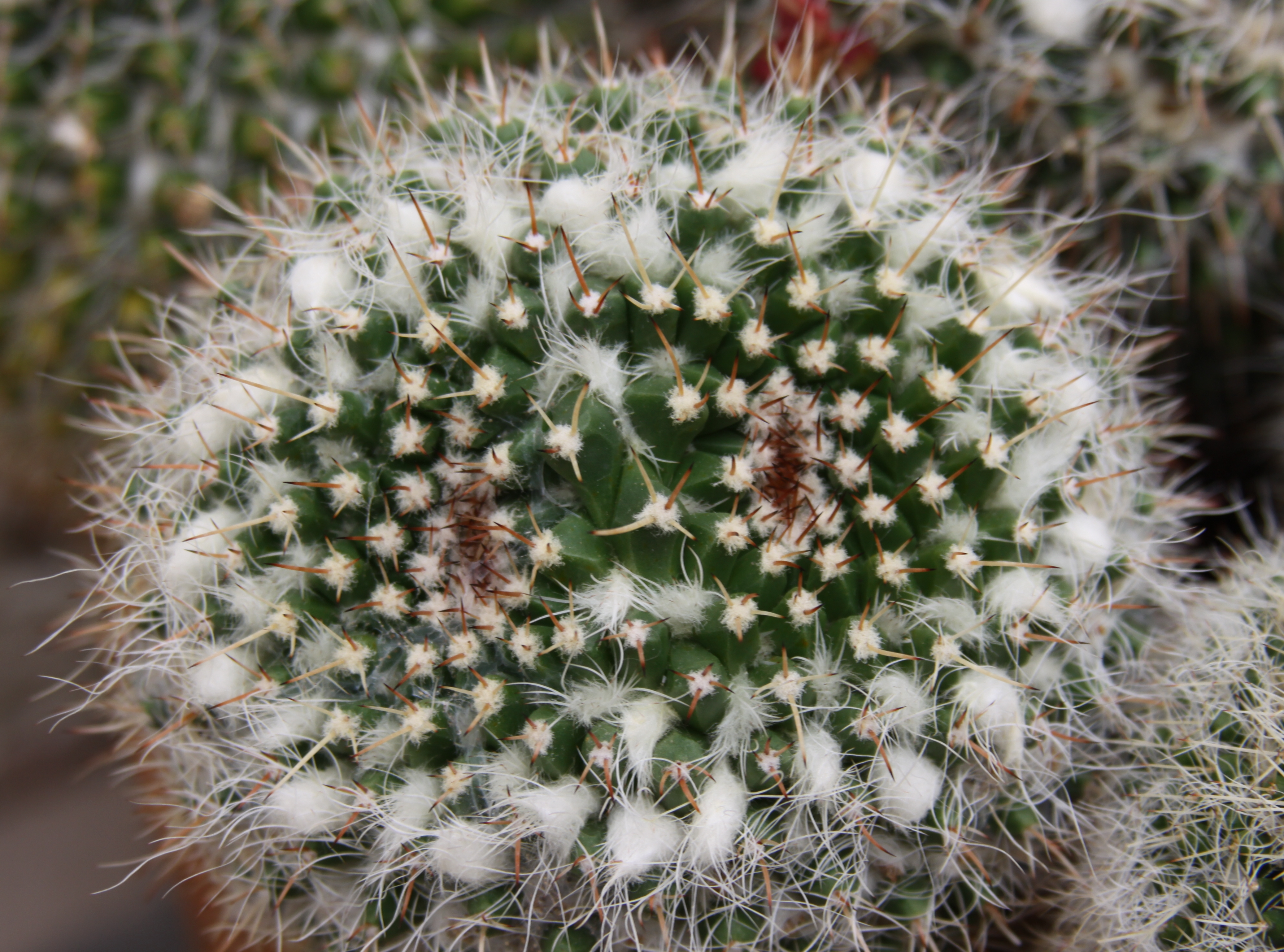
Mammillaria karwinskiana subsp. nejapensis

### Mammillaria karwinskiana subsp. karwinskiana
| Орган              | Опис                                                 |
| Центральні колючки | зазвичай немає.                                      |
| Радіальні колючки  | зазвичай 6.                                          |
| Ареал зростання    | Мексика (штати — Мічоакан, Морелос, Оахака, Пуебла). |

### Mammillaria karwinskiana subsp. beiselii
| Орган              | Опис                                                               |
| Центральні колючки | 1.                                                                 |
| Радіальні колючки  | 5-8.                                                               |
| Ареал зростання    | Мексика (уздовж Коліма-Мічоакан, поблизу від морського узбережжя). |

### Mammillaria karwinskiana subsp. collinsii
| Орган              | Опис                                           |
| Центральні колючки | 1.                                             |
| Радіальні колючки  | 7.                                             |
| Ареал зростання    | Мексика (поблизу Теуантепек, Оахака і Чьяпас). |

### Mammillaria karwinskiana subsp. nejapensis
| Орган              | Опис                                                      |
| Центральні колючки | немає.                                                    |
| Радіальні колючки  | лише 3-5.                                                 |
| Ареал зростання    | Мексика (на північний захід від Неяпа-де-Мадеро, Оахака). |

## Чисельність, охоронний статус та заходи по збереженню

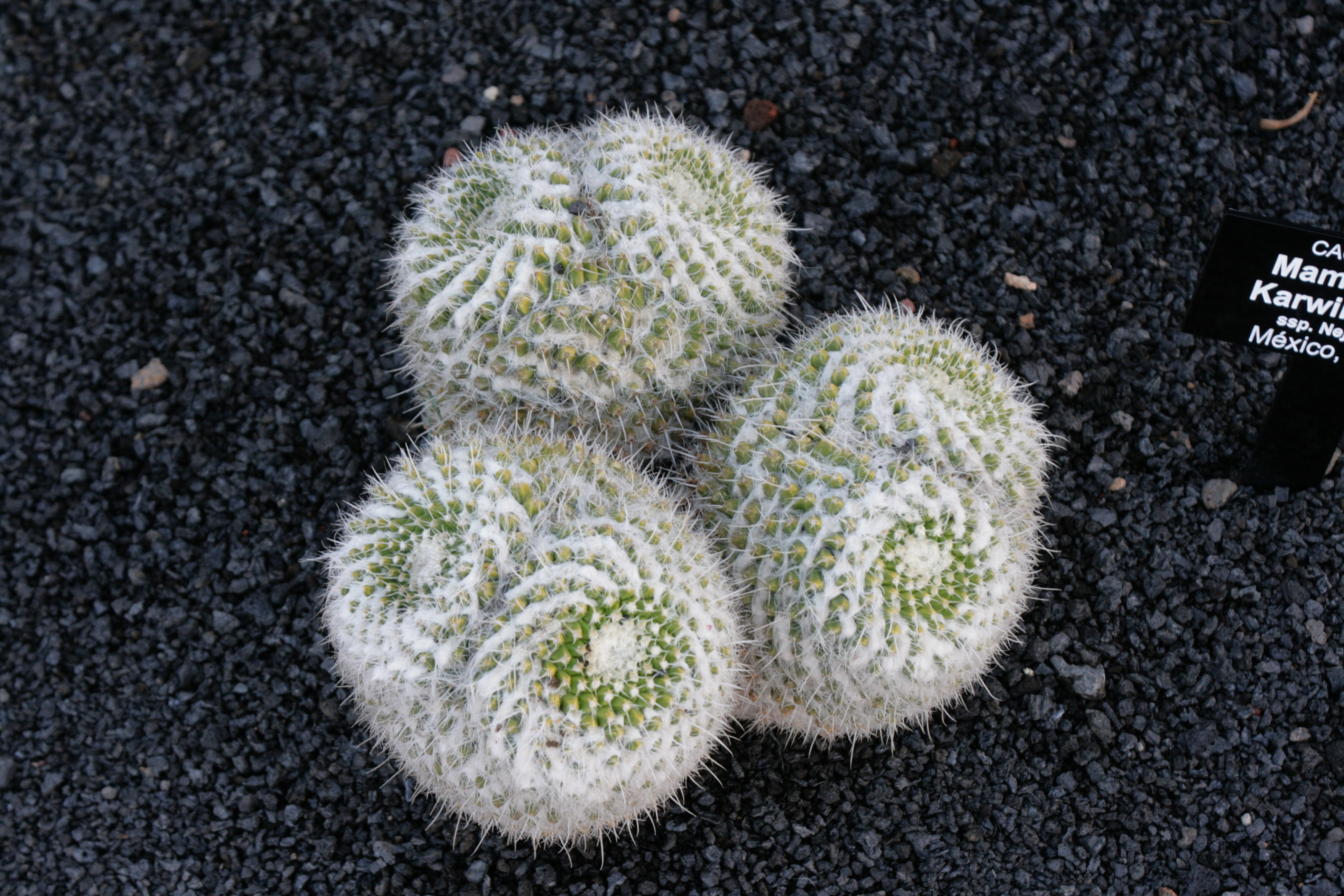
Mammillaria karwinskiana subsp. nejapensis в Саду кактусів (Jardín de Cactus), Лансароте, Канарські острови, Іспанія

Mammillaria karwinskiana входить до Червоного списку Міжнародного союзу охорони природи видів, з найменшим ризиком (LC).
Цей вид перебуває під загрозою вирубки лісу для дрібних селянських господарств і випасу кіз. Але наразі має дуже широкий ареал, чисельні і стабільні популяції, і хоча є загрози для нього в окремих місцях вони не є достатньою підставою для будь-якого занепокоєння.
Мешкає в біосферному заповіднику Теуакан-Куїкатлан (ісп. Tehuacan-Cuicatlán). Необхідні систематичні дослідження, щоб краще зрозуміти стан цього виду.
Охороняється Конвенцією про міжнародну торгівлю видами дикої фауни і флори, що перебувають під загрозою зникнення (CITES).

## Утримання в культурі
Культивується при помірному сонячному освітленні і регулярному поливі. Відрізняється повільним ростом.